# Karl-Eugen Rehfuess
Karl-Eugen Rehfuess (* 21. März 1933 in Pforzheim) ist ein deutscher Bodenkundler und Forstwissenschaftler. Er hat maßgeblich zur Weiterentwicklung der wissenschaftlichen Bodenkunde und Standortlehre beigetragen, insbesondere zur Erforschung der „neuartigen“ Waldschäden (Waldsterben) in den 1980er Jahren. 

## Leben
Karl-Eugen Rehfuess wurde am 21. März 1933 in Pforzheim geboren und wuchs als Sohn eines Sägewerksinhabers in Höfen an der Enz, Landkreis Calw im Nordschwarzwald auf. Nach dem Grundschulbesuch in Höfen schloss er 1952 das Gymnasium in Neuenbürg mit dem jahrgangsbesten Abitur des Regierungsbezirks Südwürttemberg-Hohenzollern ab. Von 1952 bis 1956 studierte er Forstwissenschaft an der Albert-Ludwigs-Universität Freiburg und der Ludwig-Maximilians-Universität München. Darauf folgten sein Referendariat (1956–1959) sowie die Tätigkeit als Standortskartierer im Bereich der Forstdirektion Südwürttemberg. 1962 bis 1963 leitete er im Dienste der Landesforstverwaltung Baden-Württemberg das Forstamt Sulz am oberen Neckar. 
1958 promovierte Rehfuess bei Ganssen an der naturwissenschaftlich-mathematischen Fakultät der Freiburger Albert-Ludwigs-Universität mit der Dissertation Beiträge zur Kenntnis der Bodenentwicklung auf Tephrit im Kaiserstuhl. An der Ludwig-Maximilians-Universität München spezialisierte er sich von 1963 bis 1967 bei Willi Laatsch auf das Gebiet Bodenkunde und Pflanzenernährung und schloss diese Arbeiten mit seiner Habilitation über den Ernährungszustand süddeutscher Tannenbestände ab. Es folgte eine Zeit als Mitarbeiter der Baden-Württembergischen Forstlichen Versuchs- und Forschungsanstalt in Stuttgart, bevor er 1969 einen Ruf als Wissenschaftlicher Rat und Professor an die Ludwig-Maximilians-Universität München erhielt, wo er von 1972 bis 1999 Ordinarius für Bodenkunde der Forstwissenschaftlichen Fakultät war. Dieser stand er zweimal, von 1977 bis 1979 und 1991 bis 1993 als Dekan vor. Als markantes Mitglied der Forstwissenschaftlichen Fakultät stand er auch in der akademischen Verwaltung seinen Mann, vor allem während der Phase der Übersiedlung von München nach Weihenstephan.
Karl-Eugen Rehfuess war Mitglied zahlreicher Organisationen und Gremien, so Chairman der IUFRO-Working Party Forest Fertilization (1971–1986), Mitherausgeber des Forstwissenschaftlichen Centralblattes (1977–1997), Mitglied des Forschungsbeirats „Waldschäden/Luftverunreinigungen“ der Bundesregierung und der Länder (1983–1986), Mitglied des Beirats für Naturschutz und Landschaftspflege beim Bundesministerium für Ernährung, Landwirtschaft und Forsten bzw. Bundesministerium für Umwelt (1983–1987), Mitglied der Expertengruppe „Waldschäden und Luftverschmutzung in der Schweiz“ beim Schweizerischen Nationalfonds zur Förderung der wissenschaftlichen Forschung Bern (1984–1991), Mitglied des Kuratoriums des Fraunhofer-Instituts für Atmosphärische Umweltforschung in Garmisch-Partenkirchen (1986–1998), Fachausschuss-Vorsitzender der Deutschen Forschungsgemeinschaft (1988–1992), Mitglied und Stellvertretender Vorsitzender des Kuratoriums der Alfred Toepfer Stiftung F.V.S. (1996–2007) und Mitglied der Kommission für Ökologie der Bayerischen Akademie der Wissenschaften.

## Leistungen
Karl-Eugen Rehfuess zeichnet sich durch seine differenzierten und kritischen wissenschaftlichen Aussagen aus. Für ihn steht in Lehre und Forschung immer die große strukturelle und funktionelle Verschiedenartigkeit der mitteleuropäischen Waldökosysteme und deren Waldböden im Vordergrund und er warnt stets nachdrücklich vor leichtfertigen Verallgemeinerungen. Er machte sich insbesondere aufgrund seiner differenzierten Sichtweise des Phänomens der „neuartigen“ Waldschäden einen Namen und behielt als ausgesprochen guter Beobachter mit Weitblick auch in Zeiten hitziger Diskussionen einen kühlen Kopf.
Sein besonderes Augenmerk gilt den Waldböden im Allgemeinen und der forstlichen Standortskunde, insbesondere den Beziehungen zwischen Standort, Wuchsleistung, Krankheitsdisposition und Ernährungszustand von Koniferenwäldern sowie der Melioration degradierter Waldböden. Seine Versuchsanlagen waren immer geprägt von ganzheitlichem Denken und Nachhaltigkeit. Die Deutsche Forschungsgemeinschaft förderte u. a. sein internationales Forschungsprojekt „Einfluss von Bodeneigenschaften auf die Verteilung von Wald und Savanne in der Chiquitania (Bolivien)“. 
Daneben betrieb er mit großem Engagement die Lehre auf dem Gebiet der Bodenkunde an den forstwissenschaftlichen, geowissenschaftlichen und biologischen Fakultäten der Ludwig-Maximilians-Universität München. Mit seinem Lehrbuch Waldböden. Entwicklung, Eigenschaften und Nutzen schuf er ein Standardwerk, das in zahlreiche Sprachen übersetzt wurde (1. Auflage 1981, 2. Auflage 1990).

## Schriften
- Waldböden. Entwicklung, Eigenschaften und Nutzung. Pareys Studientexte, Nr. 29. Parey, Hamburg und Berlin 1981, 192 S., ISBN 3-490-06816-5 und 1990, 294 S., ISBN 3-49006716-9